# Weerselo (gemeente)

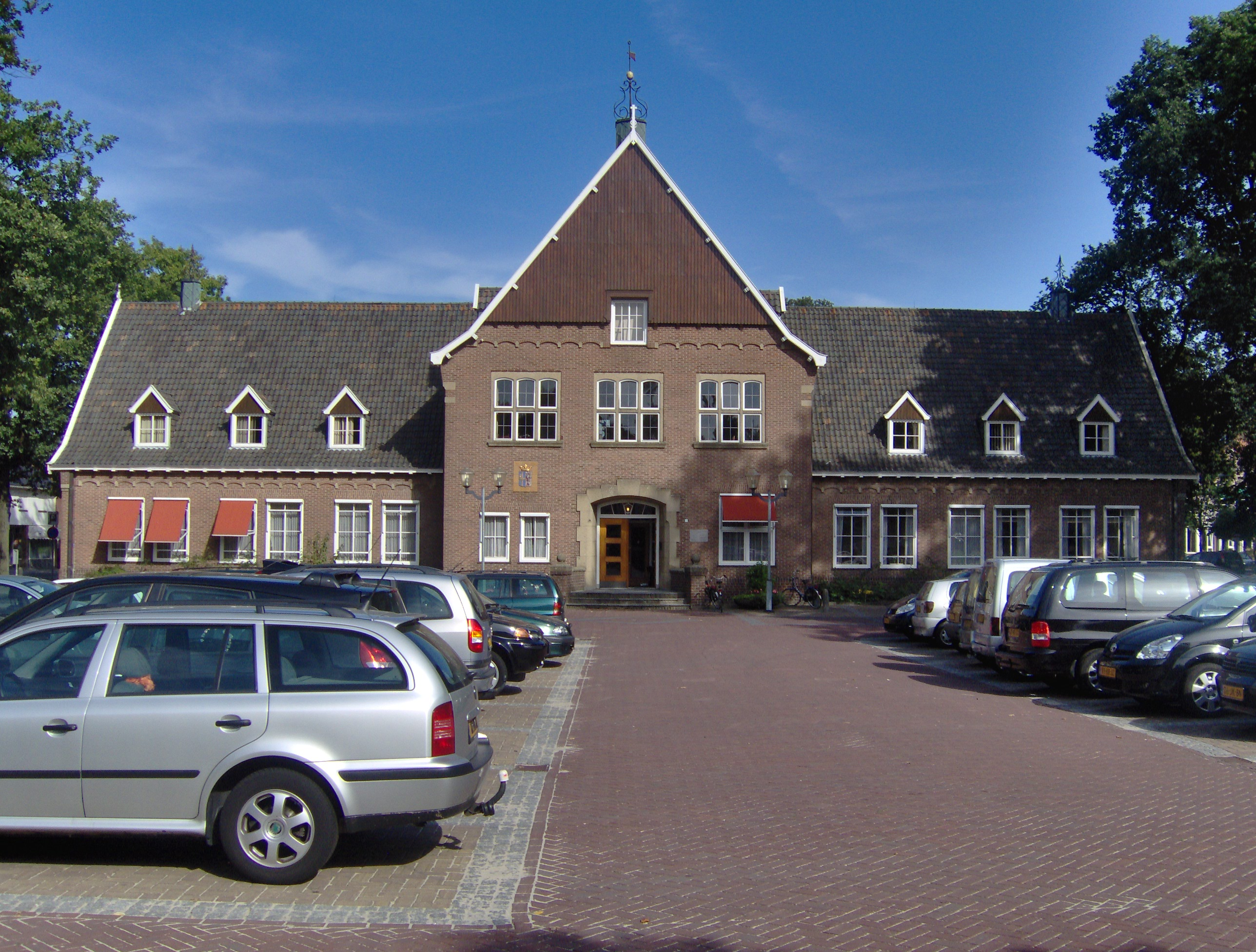
Gemeentehuis van de voormalige gemeente Weerselo

Weerselo was tot 1 januari 2001 een gemeente in de Nederlandse provincie Overijssel. De gemeente telde op 31 december 2000 9.294 inwoners en had op het moment van opheffen een oppervlakte van 92 km², hetgeen neerkomt op een dichtheid van 100 inwoners per km² waarmee de gemeente een plattelandsgemeente genoemd kan worden.

## Geschiedenis
De gemeente ontstond in 1811, toen het richterambt Oldenzaal werd opgesplitst in de gemeenten Weerselo, Losser en Oldenzaal. Van dit richterambt werden de volgende marken samengevoegd tot de gemeente Weerselo:
- Deurningen
- Dulder
- Gammelke
- Hasselo
- Klein Driene
- Lemselo
- Rossum
- Volthe

Op 1 januari 2001 fuseerden de gemeenten Ootmarsum, Denekamp en Weerselo tot de gemeente Denekamp. De naam van deze gemeente werd op 1 juni 2002 gewijzigd in Dinkelland.

## Politiek

### Gemeenteraad
De gemeenteraad van Weerselo bestond uit 13 zetels. Hieronder staat de samenstelling van de gemeenteraad vanaf 1982 tot opheffing van de gemeente in 2000:
| Partij                       | 1982 | 1986 | 1990 | 1994 | 1998 |
| CDA                          | 10   | 9    | 9    | 9    | 7    |
| Gemeentebelangen             | 3    | 3    | 3    | 4    | 2    |
| PvdA                         | -    | 1    | 1    | -    | -    |
| Democraten Gemeente Weerselo | -    | -    | -    | -    | 3    |
| Lijst Arninkhof              | -    | -    | -    | -    | 1    |
| Totaal                       | 13   | 13   | 13   | 13   | 13   |

### College van B&W
Het laatste college van burgemeester en wethouders bestond uit:
- Burgemeester: Ed Jongmans (CDA)
- Wethouder: Jan Temmink (CDA)
- Wethouder: Agnes Mentink-Groener (CDA)

## Topografie
De omvang van de gemeente is door de jaren heen vaak onderhevig geweest aan gemeentelijke herindelingen en de stedelijke ambities van met name de gemeenten Hengelo en Oldenzaal. Per 1 januari 1886 werd een deel van de marke Klein Driene overgeheveld naar de gemeente Hengelo, waarna de rest van de marke per 1 december 1943 volgde. Op dit grondgebied zou vanaf de jaren 50 de wijken Groot- en Klein Driene verrijzen. In 1972 werd de buurtschap Hasselo overgeheveld naar de gemeente Hengelo ten behoeve van uitbreiding in de vorm van de wijk de Hasseler Es. De laatste grenswijzigingen betroffen de grens met de gemeente Oldenzaal. Per 1 januari 1994 werd en gebied geruild om uitbreiding van de Oldenzaalse wijk Graven Es mogelijk te maken.
Uiteindelijk werd de gemeente bij de gemeentelijke herindeling van 2001 grotendeels onderdeel van de nieuwe gemeente Dinkelland. Een samenvoeging van de gemeenten Weerselo, Ootmarsum en Denekamp. Een klein gedeelte in het zuidwesten werd bij de gemeente Hengelo gevoegd, in het zuidoosten ging een deel van het buitengebied van Deurningen, met daarin het recreatiegebied Het Hulsbeek, over naar de gemeente Oldenzaal. In het uiterste zuiden werd het gedeelte van de vliegbasis Twenthe dat zich binnen de gemeente Weerselo bevond overgeheveld naar de gemeente Enschede.
Onderstaande tabel geeft een weergave van de gemeentelijke herindelingen tussen 1811 en 2001 waarbij de gemeente Weerselo betrokken was. Naast de datum van grenswijziging en de gemeente waarmee de grenswijziging heeft plaatsgevonden wordt eveneens het aantal personen en de oppervlakte van het overgehevelde grondgebied aangegeven.
| Datum           | Ten nadele van de gemeente | Ten voordele van de gemeente | Aantal personen | Oppervlakte (km²) |
| --------------- | -------------------------- | ---------------------------- | --------------- | ----------------- |
| 1 januari 1886  | Weerselo                   | Hengelo                      |                 |                   |
| 1 december 1943 | Weerselo                   | Hengelo                      |                 |                   |
| 1 januari 1972  | Weerselo                   | Hengelo                      | 1.017           | 11,06             |
| 1 januari 1972  | Weerselo                   | Borne                        | 90              | 1,34              |
| 1 januari 1994  | Oldenzaal                  | Weerselo                     | 10              | 0,22              |
| 1 januari 1994  | Weerselo                   | Oldenzaal                    | 70              | 1,13              |
| 1 januari 2001  | Weerselo                   | Denekamp                     | 8.959           | 84,74             |
| 1 januari 2001  | Weerselo                   | Enschede                     | 0               | 1,29              |
| 1 januari 2001  | Weerselo                   | Hengelo                      | 38              | 0,79              |
| 1 januari 2001  | Weerselo                   | Oldenzaal                    | 297             | 5,27              |

## Demografie

### Evolutie van het inwoneraantal
- Bron: CBS - Volkstellingen 1795-1971 en CBS - Gemeente op maat 1999: Weerselo
- Vanaf 1889 wordt meermaals melding gemaakt van de daadwerkelijk in de gemeente Weerselo woonachtige personen en personen die zich tijdelijk in de gemeente ophielden; deze laatste groep personen is niet in het totaal opgenomen.
- 1: Het inwoneraantal van 1795 is een optelling van de plaatsen Marke Doorningen, Dulder, Haseloo, Weerselo en Stift daar in gelegen, Gammelke, Volthe, Kleine Dryne en Marke Rossum en Vrystad gelegen in het district Oldenzaal.
2: De daling t.o.v. 1879 is te verklaren doordat een gedeelte van de buurtschap Klein-Driene per 01-01-1886 werd overgeheveld naar de gemeente Hengelo
3: Het inwoneraantal van 2008 is een optelling van de wijken van Dinkelland welke tot 2001 tot de gemeente Weerselo behoorden. De daling t.o.v. 1999 komt doordat bij de gemeentelijke herindeling in 2001 delen van het buitengebied van Deurningen aan de gemeenten Oldenzaal en Hengelo werden overgedragen.

## Kernen
De volgende kernen maakten deel uit van de gemeente Weerselo:
Dorpen: Deurningen, Rossum, Saasveld en Weerselo

Buurtschappen: Beekdorp, Dulder, Gammelke, Lemselo, Nijstad, 't Stift en Volthe